# Zakka
Zakka (雑貨) est un phénomène de mode et de design en provenance du Japon, qui s'est étendu à travers l'Asie. Le terme fait référence à tout et n'importe quoi qui permet d'améliorer la maison, la vie… Il est souvent basé sur des objets de la maison occidentale, qui sont considérés comme kitsch dans leur pays d'origine. Mais cela peut aussi être des objets japonais des années 1950, 1960 et 1970.
Au Japon, il y a aussi ce que l'on appelle des magasins zakka asiatiques, généralement d'Asie du Sud-Est. L'intérêt envers le design nordique ou scandinave, ancien ou contemporain, fait également partie de ce mouvement. Enfin, zakka peut être de l'artisanat contemporain.
Zakka a été décrit comme « l'art de voir le bon sens dans le cadre ordinaire et banal ». Le boom zakka pourrait être reconnu comme étant simplement un autre dans une série de modes de consommation, mais il semble aborder les questions d'auto-expression et de spiritualité. Mignon, ringard et kitsch n'est pas suffisant. Pour être qualifié de zakka, un produit doit être attractif, sensible et thématique.
Le film indépendant danois, Zakka West (2003), est un des premiers exemples de la mode zakka atteignant l'Occident.